# Traité de Nyköping
Le Traité de Nyköping a été signé le 20 septembre 1396 au château de Nyköping en Suède, par l'initiative de Marguerite Ire de Danemark.